# Resposta a proteïnes desplegades
La resposta a proteïnes desplegades o UPR (de l'anglès, unfolded protein response) és l’activació d'un sistema de cascades de senyalització que intenten pal·liar i revertir l’estrès en què es pot trobar el reticle endoplasmàtic (RE) en certes situacions. L’estrès del RE es coneix com una condició que posa en compromís la funcionalitat del RE quan s’enfronta a una acumulació de proteïnes mal plegades al seu lumen degut a un augment de la producció de proteïnes o per la interrupció del seu plegament.
La resposta UPR afecta a diversos aspectes de la via de secreció com són la taxa de síntesi i translocació de proteïnes, el plegament i el control de qualitat d’aquestes i l’eliminació de proteïnes mal plegades a través de l’autofàgia o la degradació de proteïnes associades al reticle endoplasmàtic (ERAD, de l'anglès, endoplasmic-reticulum-associated protein degradation). A més, la UPR controla les interaccions dels orgànuls, la bioenergètica, la dinàmica del citoesquelet, la resposta al dany de l’ADN i la interacció de la senyalització cel·lular tant a nivell de la pròpia cèl·lula com amb altres.

## Vies de senyalització
Les vies de transducció de senyals que s’activen com a resposta a l’estrès del reticle son tres i estan activades per tres sensors diferents: PERK, IRE1α i ATF6α. Es caracteritzen per ser proteïnes transmembrana conformades per dos dominis, un de luminal, amb el qual detecten proteïnes mal plegades i un altre de citosòlic, per on senyalitzen, a través de la maquinària traduccional o transcripcional o interaccionant amb altres molècules de senyalització.

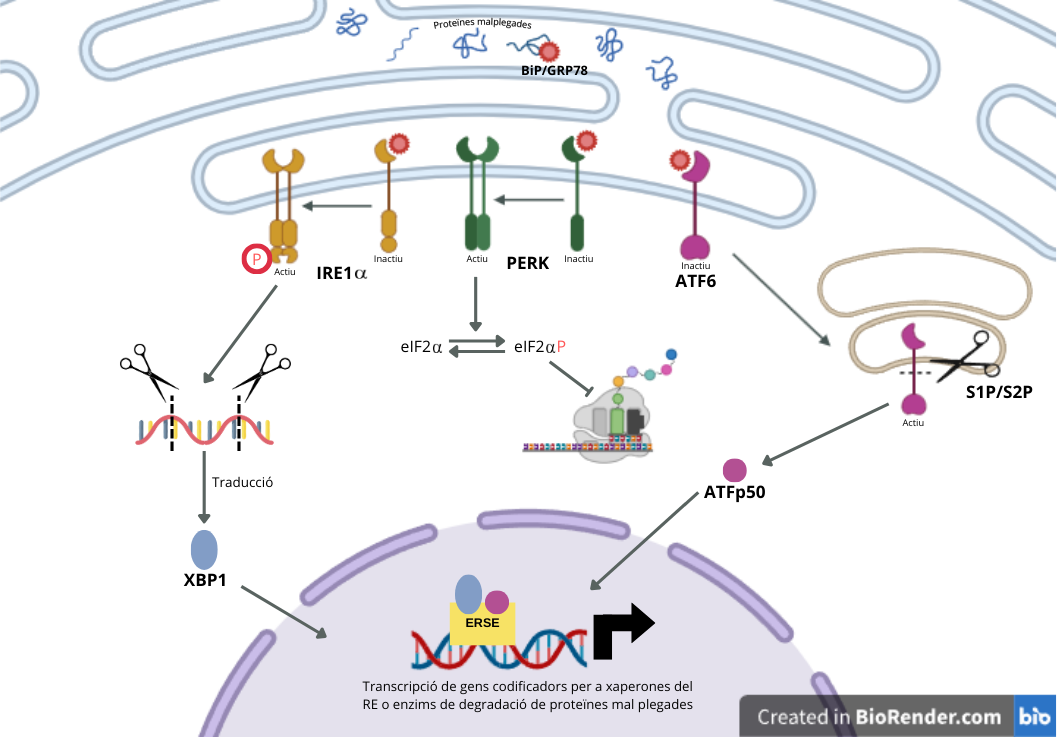
Vies de senyalització de la UPR

Per a activar els sensors, és necessària la seva dissociació respecte la xaperona BiP/GRP78, la qual els manté inactius a la membrana del RE.

### Via de senyalització de PERK
PERK (quinasa del reticle endoplasmàtic similar a la proteïna quinasa R) és una cinasa que fosforila la subunitat alfa del factor d’iniciació de la traducció eucariota 2 (eIF2α, en anglès). Això causa una aturada temporal de la síntesi de proteïnes i, en conseqüència, es produeix una reducció de proteïnes mal plegades al RE. A més, quan eIF2α es troba fosforilat, s'afavoreix la traducció dels ARN missatgers (ARNm) específics, com el de ATF4 (factor de transcripció activador 4), que promou l’expressió de gens implicats en l’apoptosi i l’autofàgia entre d’altres.

### Via de senyalització d’IRE1α
IRE1α (enzim que requereix inositol 1) és una cinasa que oligomeritza i s’autofosforila. Quan això succeeix, té una acció ARNasa que talla un ARNm que codifica la caixa X del factor de transcripció 1 (XBP1, de l’anglès X-box binding protein 1), el que causa la producció d’un factor de transcripció actiu (XBP1s) degut a un canvi en el marc de lectura. Aquest factor és el responsable de la regulació de gens implicats en la translocació, plegament, secreció de proteïnes del RE i la degradació de proteïnes mal plegades. Tot això, és el que es coneix com a desintegració depenent d’IRE1 regulada (RIDD, de l’anglès regulated IRE1α-dependent decay) i és un procés que serveix per reduir la quantitat d’ARNm per tal de disminuir la sobrecàrrega de plegament de proteïnes al RE. A més, IRE1α també pot tallar un petit conjunt d’ARNm o microARN per a la seva pròpia degradació i també està associat a altres vies de resposta com ara la macroautofàgia i la via MAPK.

### Via de senyalització d’ATF6
L’ATF6 (factor de transcripció activador 6) és una proteïna que es transloca del RE a l’aparell de Golgi on, amb l’actuació de les proteases S1P i S2P, es talla un fragment que conté un factor de transcripció anomenat ATFp50 que serà translocat al nucli per induir l’expressió gènica a partir d'ERSE (ER stress response element). Aquesta via, a vegades actua en paral·lel i altres en conjunt amb XBP1 per l’expressió de gens que codifiquen xaperones del RE, enzims que indueixen la translocació, el plegament, la secreció de proteïnes i la degradació de proteïnes mal plegades.

### Apoptosi
En el cas que la resposta UPR no aconsegueixi tornar a la normalitat el plegament proteic, s'activarà la via apoptòtica per a què la cèl·lula danyada no afecti al teixit propi.
L’IRE1α activat s’unirà a JIK (c-Jun-N-terminal inhibitory kinase), el qual s’alliberarà de la procaspasa 12 permetent que la procaspasa 3 executi la via apoptòtica emprant procaspasa 9 com a intermediària, i reclutarà l’adaptador citosòlic TRAF2 a la membrana del reticle endoplasmàtic. Tanmateix, a partir de TRAF2 s’activarà l’ASK1 (apoptosis-signaling kinase 1), promovent l’activació de la quinasa JNK per iniciar conjuntament la resposta depenent de caspases del mitocondri.
També existeix una segona manera de desencadenar la mort cel·lular programada, per mitjà de qualsevols dels tres sensors d’UPR (ATF6, PERK o IRE1α) es donarà una activació transcripcional de CHOP/GADD153, un factor de transcripció bZIP que potencia l’apoptosi.

## Causes
L’estrès del reticle endoplasmàtic acaba provocant l'acumulació de proteïnes mal plegades, i com a conseqüència, l’activació de la resposta UPR, que pot tenir diverses procedències:

### Desenvolupament de cèl·lules secretores
- Cèl·lules ß-pancreàtiques, hepatòcits o plasmòcits Aquests tipus cel·lulars estaran més predisposats a activar la resposta UPR, ja que són de les cèl·lules secretores amb una major demanda de síntesi de proteïnes que maduren al RE. En condicions normals el sistema ja treballa prop del seu límit, i si, a més, s’incrementa aquesta síntesi o hi ha un problema d'estrès metabòlic o estrès oxidatiu, és probable que es doni l'estrès del RE.

### Malalties
- Infeccions virals: alguns virus es repliquen dins del reticle endoplasmàtic de la cèl·lula hoste, la qual cosa augmentarà la taxa de síntesi proteica, causant la resposta UPR.
- Neuropatologies relacionades amb la formació de poliglutamina: l’acumulació de proteïnes amb poliglutamina a certes neurones genera una disfunció del proteasoma, pel que les proteïnes aberrants no podran ser eliminades i la UPR haurà de respondre.

### Mutacions genètiques
- Mutacions en gens que codifiquen per proteïnes secretades, poden afavorir el seu plegament incorrecte i causar estrès de RE.

### Alteracions moleculars
- Inhibició de la N-glicosilació: la N-glicosilació és un control de qualitat de proteïnes recentment traduïdes, per tant, si no hi ha, les proteïnes quedaran sense marcar. Llavors, com no se sap si estan sintetitzades correctament, quedaran com a residents al lumen del RE generant una acumulació aberrant de proteïnes sense plegar.
- Pertorbació de l’homeòstasi del calci: gran part de les proteïnes, enzims i xaperones que cooperen per al bon funcionament de la síntesi proteica al RE depenen del Ca2+.
- Esgotament d’ATP: limita el plegament proteic, ja que requereix energia.
- Alteració de l’estat oxido-reductor

### Alteració del metabolisme
- Absència de glucosa: desencadena una falta notòria d’energia, el que es relaciona amb l’esgotament d’ATP que dificulta el plegament proteic. També afecta directament al plegament de les glicoproteïnes, ja que és un component principal dels oligosacàrids.
- Hiperhomocistinèmia: alts nivells d’homocisteïna interfereixen en la formació de ponts disulfur entre aminoàcids en cèl·lules endotelials vasculars, impedint el plegament proteic.[5]

### Epigenètica
- Si l’estil de vida i la nutrició de l’individu no és l’adequada, pot crear un estrès en la formació de les proteïnes.[6]

## Malalties relacionades
La UPR és essencial per al correcte funcionament de la cèl·lula, per la qual cosa una fallada en aquesta resposta, ja sigui a nivell de les proteïnes que hi intervenen, per mutacions en certs gens o a causa d’una infecció, pot provocar la mort cel·lular per la incapacitat de reparar les proteïnes mal plegades. Algunes malalties relacionades amb el mal funcionament de la UPR són:

### Malaltia de Parkinson
És la segona malaltia neurodegenerativa relacionada amb l’edat més comuna i és causada per l’acumulació de compostos de α-synucleina i ubiquitina o també anomenats com a cossos de Lewis. L’α-synucleina inhibeix el tràfic entre l’aparell de golgi i el reticle endoplasmàtic, inhibint d’aquesta manera l’activació d’ATF6.

### Malaltia d'Alzheimer
En aquesta malaltia s’activa la resposta a proteïnes mal plegades i les xaperones BiP/GRP78 i HSP-27 augmenten en aquesta malaltia. En la malaltia d'Alzheimer l'estrès del reticle endoplasmàtic activa tres vies principalment: PERK-eIF2α, IRE1-XBP1 i ATF4. La via PERK-eIF2α regula la producció de la proteïna β-amiloide i és protectora al principi, però perjudicial si s’activa crònicament. IRE1-XBP1: XBP1s protegeix les neurones inicialment, però l’eliminació d’IRE1α pot reduir la patologia. ATF4, en canvi, està implicat en la degeneració neuronal i podria contrarestar els efectes de XBP1s.

### Hepatitis per causa viral
Durant la infecció pel virus de l’hepatitis B (HBV), la proteïna viral HBx indueix estrès al reticle endoplasmàtic (ER), que activa la ruta de senyalització CREB3L3-JUN. Aquesta via provoca la desfosforilació de la proteïna p53 i l’activació de CDKN1A, cosa que fa que les cèl·lules hepàtiques (hepatòcits) s’aturin en la fase G1 del cicle cel·lular i acabin morint per apoptosi. A més, proteïnes del revestiment del virus com MHBst i LHBs també s’acumulen a l’ER, cosa que activa les vies MAPK14 i NF-κB. Això augmenta la producció d’IL-6, una molècula inflamatòria que contribueix al dany hepàtic i la progressió de la malaltia. Per tant, l’estrès crònic de l’ER promou el dany al fetge durant la infecció per HBV, i intervenir en aquestes rutes podria ser útil per reduir el mal hepàtic.

### Malatia pulmonar obstructiva crònica
L’estrès del reticle endoplasmàtic (ER) i l’activació de la resposta de proteïnes mal plegades (UPR) tenen un paper clau en malalties pulmonars com la MPOC, l’asma, la fibrosi quística i la fibrosi pulmonar idiopàtica (FPI). L’exposició continua a agents ambientals activa aquestes rutes a les cèl·lules pulmonars. En la MPOC, s’expressen factors com p-eIF2α i CHOP, que correlacionen amb la severitat de l’obstrucció del flux aeri. En la FPI, també augmenten proteïnes com BiP, XBP1, ATF6 i BAX en les cèl·lules alveolars.

### Malaltia renal diabètica
S’ha vist que senyals metabòlics de glucosa i lípids activen la resposta UPR en cèl·lules com podòcits i cèl·lules mesangials, provocant senyals d’estrès diferents als túbuls proximals i distals, i afectant tant el teixit intersticial renal com el sistema immunitari. Aquest procés desequilibra l’adaptació cel·lular (PERK/eIF2α, IRE1α i homeòstasi del calci) i activa vies apoptòtiques com PERK-CHOP, JNK i Caspasa-12.

## Aplicacions terapèutiques
La UPR está associada a diverses malalties, per aquest motiu és utilitzada com a diana terapèutica en diferents àmbits.

### Alteracions del metabolisme
En el context de la diabetis, la UPR afecta negativament les cèl·lules ß del pàncrees, una possible aplicació terapèutica per revertir aquesta situació seria utilitzar xaperones que redueixin l’estrès del RE i així es restableixi la secreció d’insulina. El tractament estaria centrat a salvar o recuperar les cèl·lules ß evitant la seva fallada funcional a través d’evitar UPR.

### Malalties neurodegeneratives
Una activitat excessiva de la via PERK ha estat observada en malalties neurodegeneratives i s’han desenvolupat fàrmacs moduladors de PERK:

#### Inhibidors de la cinasa PERK
- GSK2606414: millora l’excitabilitat i la funció cognitiva. A més, en pacients de Parkinson la via PERK està activada, l’administració d’aquest fàrmac ha provocat la inhibició de PERK en la substància negra pars compacta (SNpc) i va millorar el rendiment motor.
- AMG52, AMG4

#### Inhibidors del factor elF2α
- IRIB
- Trazodona

#### Inhibidors de la fosfatasa d’elF2α els quals eviten la desfosforilació d’elF2α i mantenen el senyal de PERK activat
- Salubrinal: actua com a activador de les branques UPR, incrementa els nivells de BiP. Intervé en les vies de      senyalització relacionades amb la supervivència cel·lular com la ATF4 i atenua l’apoptosi neuronal. A més, pot afavorir la amiloidogènesi, per tant, juga un paper clau en la malaltia d’Alzheimer. I en la malaltia del Parkinson, l’administració d’aquest fàrmac va reduir l’acumulació de a-nucleïna en el RE, va allargar l’esperança de vida i va retardar l’aparició de disfuncions motores.
- Guanabenz: rescata motoneurones de l’estrès per mal plegament de proteïnes en models d’ELA. A més, va prolongar la fase inicial de la malaltia.
- Sephin 1: és un derivat del Guanabenz.

### Càncer
Les cèl·lules canceroses es caracteritzen per una activació sostinguda de la UPR. Per exemple, la via IRE1α està activada en molts tumors (mama, mieloma, colorectal, gliomes...) i aquesta provoca una major resistència a l’apoptosi.
A més, algunes xaperones del RE com GRP78/BiP, GRP94/HSP90B1 i GRP170/HYOU1 estan sobrexpressades en càncer i afavoreixen a la supervivència tumoral, senyalització cel·lular i evasió immune.
La via PERK en càncer de mama, d’esòfag i colorectal està implicada en la progressió tumoral, però alhora, també pot actuar sobre el cicle cel·lular i actuar com un supressor tumoral induint la dormició cel·lular. Per tant, hi ha una ambivalència, ja que pot promoure o inhibir el creixement depenent de l’estadi i el tipus de tumor.
Les vies IRE1α i PERK són una bona diana per desenvolupar fàrmacs. S’han detectat unes molècules capaces d’inhibir IRE1α, les KIRA, que el que fan és inhibir l'escissió de l’RNA bloquejant el pas de XBP1u a XBP1 i això protegeix envers els danys induïts per l’estrès del RE. A més, s’han descobert que inhibidors de PERK com GSK2656157, tenen efectes antitumorals prometedors en adenocarcinoma pancreàtic i mieloma. Però aquestes tenen un gran desavantatge que és la pèrdua de cèl·lules ß pancreàtiques i diabetis.
La utilització d’inhibidors de l’estrès del RE com a fàrmacs antitumorals en la pràctica clínica requereix prendre en consideració els avantatges i desavantatges que poden causar, per això, s’han provat teràpies amb una combinació d’inhibidors de la UPR i inhibidors del proteosoma.